# Kúpcsiga
A kúpcsiga (Conus) a csigák (Gastropoda) osztályának Neogastropoda csoportjába, ezen belül a kúpcsigák (Conidae) családjába tartozó nem.

## Tudnivalók
A kúpcsigafajok maradványai már az eocén korból is előkerültek. Manapság többségük a trópusi vizekben élnek, főleg ott ahol az Indiai- és a Csendes-óceánok találkoznak. Azonban néhányuk a hidegebb, mérsékelt övi vizekhez alkalmazkodott; például: a Dél-afrikai Köztársaság tengervizéhez, a Földközi-tengerhez, vagy Kalifornia partvidékéhez.
Többségük a korallszirtek környékén levő kavicsos és törmelékes tengerfenéken élnek, viszont vannak árapálytérségi fajok is. Mindegyikük ragadozó életmódot folytat. Táplálékaik fajtól függően változó; lehetnek: férgek, más családbeli csigák vagy kisebb halak. Akár egymásra is vadászhatnak. A veszélyesebb és gyorsabb zsákmányállatokat, mint például a halakat egy méreggel ellátott szigonyszerű nyúlvánnyal bénítják meg.
Amint nevük is mutatja, csigaházuk kúp alakú. Annak mérete és színezete fajtól függően igen változó. A színezet fajon belül is változatos lehet. A legnagyobb faj 23 centiméter hosszú. A nagyobb fajok mérge az emberre nézve halálos. Az orvostudomány kísérletezik e mérgeken.

## Rendszerezés
A több mint 600 faj, az alábbi 73 alnembe van összefoglalva:
| - Conus (Africonus) - Conus (Artemidiconus) - Conus (Asprella) - Conus (Calibanus) - Conus (Chelyconus) - Conus (Conasprella) - Conus (Conus) - Conus (Cornutoconus) - Conus (Cucullus) - Conus (Cylinder) - Conus (Cylindrus) - Conus (Darioconus) - Conus (Dauciconus) - Conus (Dendroconus) - Conus (Ductoconus) - Conus (Dyraspis) - Conus (Embrikena) - Conus (Endemoconus) - Conus (Erythroconus) - Conus (Eugeniconus) - Conus (Floraconus) - Conus (Fulgiconus) - Conus (Fumiconus) - Conus (Fusiconus) - Conus (Gastridium) - Conus (Gradiconus) - Conus (Graphiconus) - Conus (Harmoniconus) - Conus (Hermes) - Conus (Kalloconus) - Conus (Kenyonia) - Conus (Kermasprella) - Conus (Ketyconus) - Conus (Kioconus) - Conus (Kurodaconus) - Conus (Lamniconus) - Conus (Lautoconus) | - Conus (Leporiconus) - Conus (Leptoconus) - Conus (Lilliconus) - Conus (Lithoconus) - Conus (Lividiconus) - Conus (Lizaconus) - Conus (Magelliconus) - Conus (Mamiconus) - Conus (Monteiroconus) - Conus (Ongoconus) - Conus (Phasmoconus) - Conus (Pionoconus) - Conus (Profundiconus) - Conus (Protoconus) - Conus (Puncticulus) - Conus (Purpuriconus) - Conus (Pyruconus) - Conus (Regiconus) - Conus (Rhizoconus) - Conus (Rhombus) - Conus (Sciteconus) - Conus (Socioconus) - Conus (Splinoconus) - Conus (Stephanoconus) - Conus (Strategoconus) - Conus (Strioconus) - Conus (Taranteconus) - Conus (Tesselliconus) - Conus (Textilia) - Conus (Thoraconus) - Conus (Tuliparia) - Conus (Turriconus) - Conus (Varioconus) - Conus (Virgiconus) - Conus (Virroconus) - Conus (Ximeniconus) |

## Megjelenésük a szépirodalomban
- A Conus literatus nevű fajának könnyed nyelvezetű, mérsékelten tudományos bemutatása olvasható Móra Ferenc Monte-carlói típusok című elbeszélésében (megjelent a Túl a Palánkon című kötetben).

## Fordítás
- Ez a szócikk részben vagy egészben  a   Conus című angol Wikipédia-szócikk ezen változatának fordításán alapul.  Az eredeti cikk szerkesztőit annak laptörténete sorolja fel. Ez a jelzés csupán a megfogalmazás eredetét és a szerzői jogokat jelzi, nem szolgál a cikkben szereplő információk forrásmegjelöléseként.